# Calophya brevicornis
Calophya brevicornis är en insektsart som först beskrevs av Crawford 1919.  Calophya brevicornis ingår i släktet Calophya och familjen Calophyidae. Inga underarter finns listade i Catalogue of Life.